# Къпалня „Сечени“
„Сечени“ е най-големият балнеологичен комплекс в Будапеща. Строежът му започва през 1909 г. въз основа на проекта на Дьозьо Циглер. Комплексът разполага с три външни и петнадесет вътрешни басейна. Предлагат се различни лечебни процедури.

## История
Идеята за изграждането на къпалня в столицата се заражда още през 1884 година. Проектирането му е поверено на преподавателя в Техническия университет Дьозьо Циглер.. Проектът обаче е ратифициран едва през 1903 г. Още преди смъртта си Циглер упълномощава за свой постоянен заместник Еде Дворжак, сертифициран архитект и професор в Техническия университет.
След няколко изменения на мястото на обекта, реалното строителство започва на 7 май 1909 г. Къпалнята, наричана дотогава „Къпалня Артези“, отваря врати на 16 юни 1913 г. с новото си име „Къпалня Сечени“. По това време къпалнята е разделена на частни бани, мъжка и дамска парна баня, както и на мъжка и дамска обществена къпалня.
През 1949 г. е отворено ново отделение за кални бани. От 1950 г. тук започват и лечения с кал на гинекологични заболявания. През 1952 г. започват и физико- и електротерапевтични лечения, както и солни бани. На 26 ноември 1963 г. отваря и зимната баня.
През 1981 г. е закрита мъжката обществена къпалня и на нейно място е отворен обществен басейн. През следващата година на мястото на женската обществена къпалня е отворена дневна болница, която функционира като физиотерапевтично отделение.

## Сграда
От 1926 г. по проекта на Имре Франчек младши се изграждат външните басейни на къпалнята, трите басейна са оградени със сграда във формата на полукръг в новоренесансов стил. Пространството около външните басейни и сградата са украсени с много статуи, отстрани на всеки от басейните има по един шадраван. Строената на два етапа къпалня има единен архитектурен облик, но стилът ѝ е еклектичен, исторически. Много източници я описват като като необарокова, а други като неоренесансова.
В четирите края на централния купол се виждат тритонови композиции, изготвени от Дьорд Ващаг младши, Дюла Безереди, Дежьо Лани и Ищван Сентдьорди. В средата се виждат лебедите и делфините на Бела Маркуп.
На влизане в аулата се вижда шедьовърът на скулптора Йожеф Рона, кентавърът Тритон с шадравана. Мозайката на купола е произведение на Жигмонд Вайда. В централната част на купола е изобразен богът на слънцето Хелиос, докато кара своята колесница с четири коня. На прозорците са изобразени гръцки, римски, източни и египетски сцени.